# Богдановка (Западно-Казахстанская область)
Богда́новка (каз. Богдановка) — село в Теректинском районе Западно-Казахстанской области Казахстана. Административный центр Богдановского сельского округа. Находится примерно в 19 км к юго-востоку от села Фёдоровка, административного центра района, на высоте 109 метров над уровнем моря. Код КАТО — 276243100.

## Население
В 1999 году численность населения села составляла 649 человек (314 мужчин и 335 женщин). По данным переписи 2009 года, в селе проживало 507 человек (248 мужчин и 259 женщин).